# Rhinoclemmys nasuta
La tortuga de bosque de nariz larga (Rhinoclemmys nasuta) es una especie de tortuga de la familia  Geoemydidae de pequeño tamaño que habita el noroeste de Sudamérica.

## Descripción
R. nasuta es una pequeña tortuga de 228 mm de caparazón, siendo las hembras más grandes que los machos. La madurez sexual es alcanzado por las hembras alrededor de los 14 años y por los machos a los 12. Las hembras ponen un solo huevo grande por nidada. Su alimentación es principalmente herbívora, pero también se ha registrado la ingesta de pequeños invertebrados.
No se han registrado subespecies, pero las tortugas ecuatorianas tienden a tener caparazones y escudos marginales más amplios.

## Distribución
R. nasuta cuenta con una distribución restringida al Chocó biogeográfico de la costa pacífica de Colombia y Ecuador. En Colombia se halla en los ríos Quito, Truando, San Juan, Docambado y Baudó; en Ecuador se le puede encontrar cerca a Esmeraldas. Se halla entre 48 m s. n. m. hasta 106 m s. n. m.